# SWOT-Analyse
Die SWOT-Analyse (engl. Akronym für Strengths (Stärken), Weaknesses (Schwächen), Opportunities (Chancen) und Threats (Risiken)) ist ein Instrument der strategischen Planung.
Sie dient der Positionsbestimmung und der Strategieentwicklung von Unternehmen und anderen Organisationen sowie in der Personal- und Führungskräfteentwicklung.
Chancen sind beispielsweise Möglichkeiten, durch neue oder verbesserte Produkte und Dienstleistungen Kunden zu gewinnen oder Stammkunden zu halten. Diese Chancen können durch (attraktive) Angebote von Wettbewerbern oder durch technologische und wirtschaftspolitische Veränderungen gefährdet sein (Risiken). Sobald die Risiken aus Sicht der Verantwortlichen zu groß werden, sind geeignete Maßnahmen einzuleiten. Die Auswahl der Aktionen richtet sich nach der Einschätzung der eigenen Stärken und Schwächen (im Vergleich zum Wettbewerb) durch die Entscheidungsträger.

## Entstehung und Anwendung

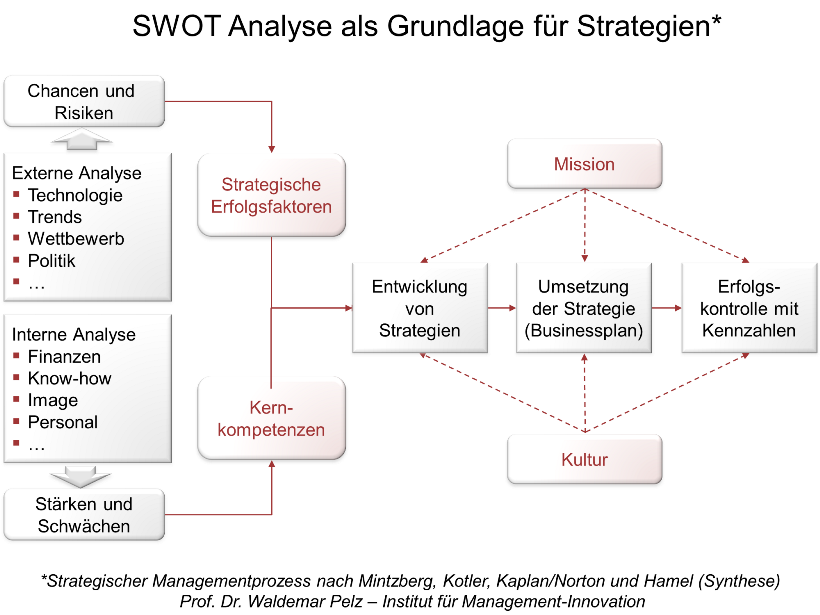
SWOT-Analyse erstellen: Analyse – Strategie – Erfolgskontrolle

Die SWOT-Analyse wurde in den 1960er-Jahren an der Harvard Business School zur Anwendung in Unternehmen entwickelt. Nach Henry Mintzberg ist es die Basis fast aller Versuche, den Prozess der Strategieentwicklung zu formalisieren (im Gegensatz zur Strategie als Innovation oder kreative Schöpfung). Die Prinzipien der SWOT-Analyse sind erheblich älter als ihre Anwendung in Organisationen.
So sagt schon der chinesische General, Militärstratege und Philosoph Sunzi (544 – 496 v. Chr.): „Wenn du den Feind und dich selbst kennst, brauchst du den Ausgang von hundert Schlachten nicht zu fürchten. Wenn du dich selbst kennst, doch nicht den Feind, wirst du für jeden Sieg, den du erringst, eine Niederlage erleiden. Wenn du weder den Feind noch dich selbst kennst, wirst du in jeder Schlacht unterliegen.“
Überträgt man diesen Kerngedanken auf ein Unternehmen, ergeben sich daraus folgende Empfehlungen zur Entwicklung einer Strategie:
- Untersuchung des wirtschaftlichen und soziokulturellen Umfeldes auf mögliche Gefahren, Risiken und Chancen (neue Möglichkeiten).
- Einschätzung der finanziellen, personellen und technologischen Stärken und Schwächen des Unternehmens.
- Bewertung der Chancen im Hinblick darauf, ob sie durch eine Stärke begünstigt oder durch eine Schwäche behindert werden. Das Ergebnis sind realistische Chancen (mit einer hohen Erfolgswahrscheinlichkeit).
- Festlegung von Maßnahmen, die am besten geeignet sind, diese Chancen umzusetzen.
- Budgetierung und Auswahl von Kennzahlen zur Fortschritts- und Erfolgskontrolle.[8]

Diesen Prozess der Anwendung der SWOT-Analyse nach Henry Mintzberg, Philip Kotler sowie Robert S. Kaplan und David Norton soll die nebenstehende Grafik zusammenfassend veranschaulichen.
Bei dieser Art von Strategien handelt es sich um so genannte Matching-Strategien (Nutzung von Chancen durch passende Stärken des Unternehmens). Häufig ist es notwendig, stattdessen oder begleitend Umwandlungs- und Neutralisierungsstrategien anzuwenden. Dabei geht es um die Umwandlung von Schwächen in Stärken oder von Risiken in Chancen – beziehungsweise die Neutralisierung von Risiken oder Schwächen.

## Vorgehensweise
Die allgemeine Vorgehensweise beginnt mit der Umwelt- und Unternehmensanalyse, die in einer Matrix dargestellt werden können. Aus der Kombination der Analysen lassen sich dann verschiedene strategische Konsequenzen ableiten:

### Umweltanalyse (externe Analyse)
In der externen Analyse wird die Unternehmensumwelt untersucht, man spricht auch von Umweltanalyse. Die Chancen bzw. Gefahren kommen von außen und ergeben sich aus Veränderungen im Markt, in der technologischen, sozialen oder ökologischen Umwelt. Die Umweltbedingungen sind für das Unternehmen vorgegeben, die hier wirkenden Kräfte sind weitgehend exogen. Das Unternehmen beobachtet oder antizipiert diese Veränderungen und reagiert darauf mit Strategieanpassung.

### Unternehmensanalyse (interne Analyse)
Stärken bzw. Schwächen beziehen sich auf das Unternehmen selbst, ergeben sich also aus der Selbstbeobachtung des Unternehmens. Man spricht deshalb auch von der Inweltanalyse. Stärken bzw. Schwächen produziert das Unternehmen selbst, es sind Eigenschaften des Unternehmens bzw. werden vom Unternehmen selbst geschaffen, sie sind also Ergebnis der organisationalen Prozesse.

### Kombinationen
1. Unternehmensanalyse:[12] Suchen nach Stärken und Schwächen. Einsatz von Moderationstechniken und Bildung von Gruppenkonsens. Gruppieren, strukturieren und gewichten derselben, gegebenenfalls Einsatz von Ideenfindung. Die Stärken und Schwächen werden in den entsprechenden Matrixfeldern mit den entsprechenden Titeln aufgelistet.
2. Umweltanalyse: Suchen nach den strategisch relevanten Chancen und Gefahren.
3. Nun wird versucht, den Nutzen aus Stärken und Chancen zu maximieren und die Verluste aus Schwächen und Gefahren zu minimieren. Hierzu wird gezielt nach folgenden Kombinationen gesucht, danach wird gefragt, welche Initiativen und Maßnahmen sich daraus ableiten lassen:
  1. SO Stärke-Chancen-Kombination: Welche Stärken passen zu welchen Chancen? Wie können Stärken genutzt werden, so dass sich die Chancenrealisierung erhöht?
  2. ST Stärke-Gefahren-Kombination: Welchen Gefahren können wir mit welchen Stärken begegnen? Wie können vorhandene Stärken eingesetzt werden, um den Eintritt bestimmter Gefahren abzuwenden?
  3. WO Schwäche-Chancen-Kombination: Wo können aus Schwächen Chancen entstehen? Wie können Schwächen zu Stärken entwickelt werden?
  4. WT Schwäche-Gefahren-Kombination: Wo befinden sich unsere Schwächen, und wie können wir uns vor Schaden schützen?

Es können durchaus mehrere Stärken zur Realisierung einer Chance oder Vermeidung einer Gefahr eingesetzt werden. Die größten Bedrohungen sind auch dort zu vermuten, wo eine Kombination von Schwächen einer oder mehreren Gefahren gegenübersteht.
Aufgrund dieser Kombinationen müssen dann passende Strategien entwickelt und aufeinander abgestimmt werden. Hierbei handelt es sich sicher um den anspruchsvollsten Teil des Vorgehens.
Die Kernstrategien werden dann in die Vierfelder-Matrix eingetragen.

### Zusammenfassung: SWOT-Modell in Matrixdarstellung
Die Dimensionen des SWOT-Analysemodells werden häufig in einer SWOT-Matrix dargestellt, die wie folgt aufgebaut sein kann:
| SWOT- Analyse               | SWOT- Analyse           | Interne Analyse | Interne Analyse |
| SWOT- Analyse               | SWOT- Analyse           | Stärken (Strengths) | Schwächen (Weaknesses) |
| --------------------------- | ----------------------- | --- | --- |
| E x t e r n e A n a l y s e | Chancen (Opportunities) | Strategische Zielsetzung für S-O: Verfolgen von neuen Chancen, die gut zu den Stärken des Unternehmens passen (Matching-Strategie). | Strategische Zielsetzung für W-O: Schwächen eliminieren, um neue Chancen zu nutzen, also Risiken in Chancen umwandeln (Umwandlungsstrategie).  |
| E x t e r n e A n a l y s e | Risiken (Threats)       | Strategische Zielsetzung für S-T: Stärken nutzen, um Risiken bzw. Gefahren abzuwehren (Neutralisierungsstrategie).                  | Strategische Zielsetzung für W-T: Verteidigungsstrategien entwickeln, um vorhandene Schwächen nicht zum Ziel von Bedrohungen werden zu lassen. |

## Häufige Fehler
Entscheidend für den Erfolg sind immer konkrete und am Ziel ausgerichtete Maßnahmen, die konsequent umgesetzt werden müssen.
Die folgenden Fehler können häufig in veröffentlichten SWOT-Analysen beobachtet werden:
1. Durchführung einer SWOT-Analyse, ohne davor ein Ziel (einen Soll-Zustand) zu vereinbaren. SWOT-Analysen sollten immer bezogen auf ein Ziel erstellt und nicht abstrakt gehalten werden. Wird der gewünschte Soll-Zustand nicht vereinbart, werden die Teilnehmer unterschiedliche Soll-Zustände erreichen, was zu schlechteren Resultaten führt.
2. Externe Chancen werden mit internen Stärken verwechselt. Sie sollten streng auseinandergehalten werden.
3. SWOT-Analysen werden mit möglichen Strategien verwechselt. SWOT-Analysen beschreiben Zustände, Strategien hingegen Aktionen. Um diesen Fehler zu vermeiden, sollte man möglichst bei Chancen an „günstige Bedingungen“ denken und bei Risiken an „ungünstige Bedingungen“.
4. Bei der SWOT-Analyse wird keine Priorisierung vorgenommen. Es lassen sich keine konkreten Maßnahmen ableiten, Maßnahmen werden also weder beschlossen noch umgesetzt.

## Alternative Sicht auf SWOT-Analysen
Wie die meisten Management-Modelle beruhen SWOT-Analysen auf einer rationalen Sicht der Welt, in der eine Analyse Stärken, Schwächen, Gelegenheiten und Bedrohungen identifiziert und dann rationale Strategien entwickelt werden, diese zu nutzen oder zu bekämpfen. Für die Unternehmen ist der Anschein von Rationalität wichtig, um ihren Zugang zu Ressourcen aufrecht und das Vertrauen der Stakeholder zu erhalten, indem sie den Anschein von „gutem Management“ erwecken.
In der modernen Organisationsforschung wird dieses Bild mehr und mehr in Frage gestellt. So beobachtet der amerikanische Organisationspsychologe William H. Starbuck, dass Unternehmen SWOTs als Begründung für Aktivitäten anführen, nachdem die Aktivität ausgeführt wurde. Hier ist also die Reihenfolge umgekehrt und SWOTs werden als nachträgliche (post hoc) Rationalisierungen für Entscheidungen angeführt.